# The First Album
The First Album är Modern Talkings debutalbum släppt 1985. Albumet producerades av Hansa Records och Ariola (nuvarande BMG).

## Låtar
1. "You're My Heart, You're My Soul" — 5:36
2. "You Can Win If You Want" — 3:53
3. "There's Too Much Blue In Missing You" — 4:44
4. "Diamonds Never Made a Lady" — 4:08
5. "The Night Is Yours - The Night Is Mine" — 5:32
6. "Do You Wanna" — 4:25
7. "Lucky Guy" — 3:34
8. "One in a Million" — 3:45
9. "Bells of Paris" — 4:15